# Robot militaire
 (mai 2012).
Si vous disposez d'ouvrages ou d'articles de référence ou si vous connaissez des sites web de qualité traitant du thème abordé ici, merci de compléter l'article en donnant les références utiles à sa vérifiabilité et en les liant à la section « Notes et références ».

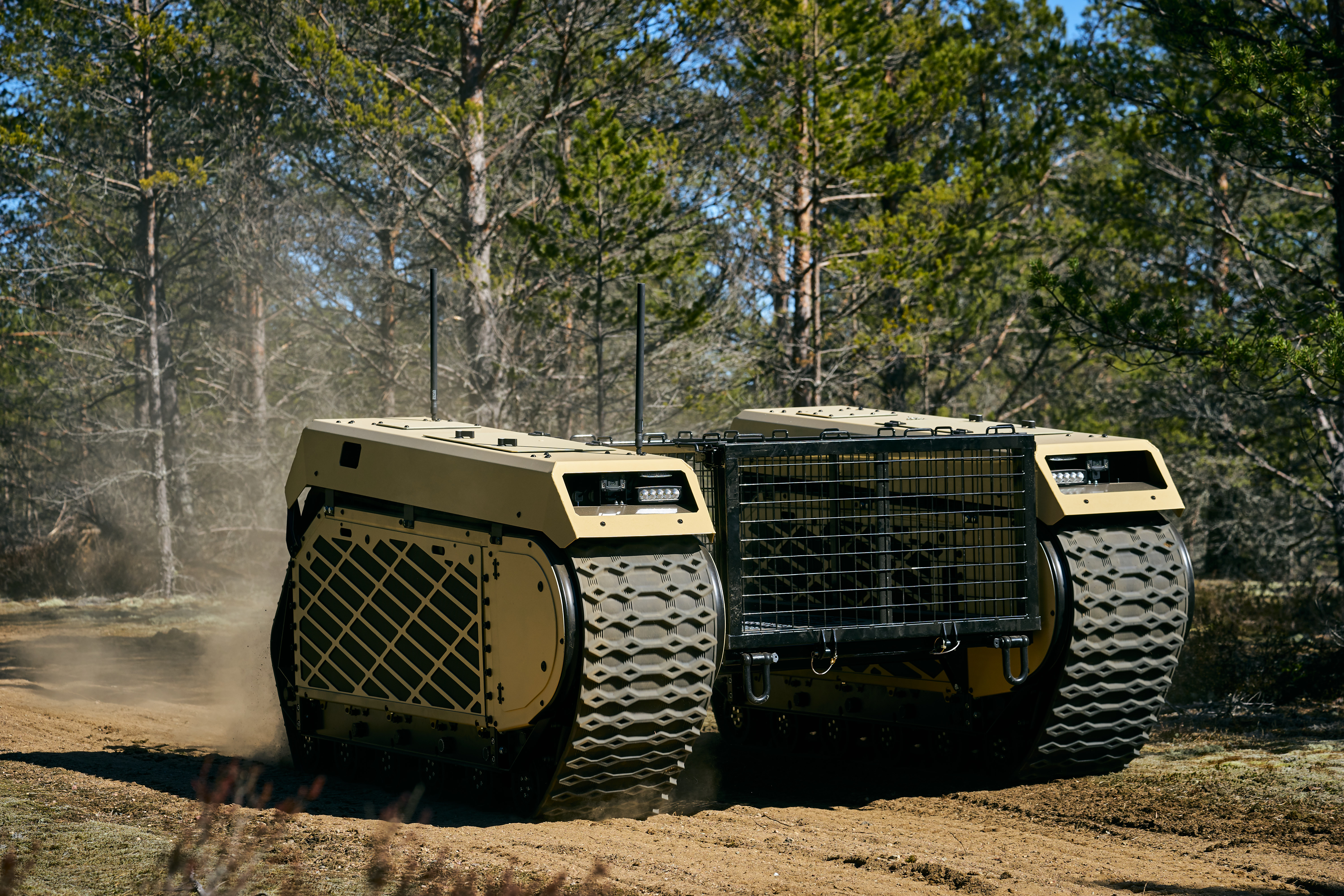
Un THeMIS, robot militaire de fabrication estonienne.

Un robot militaire, aussi appelé arme autonome, est un robot, autonome ou contrôlé à distance, conçu pour des applications militaires. Les drones sont une sous-classe des robots militaires.

## Utilisation
Au XXIe siècle certains systèmes sont déjà en service dans un certain nombre de forces armées, où ils s'avèrent efficaces. Le drone "Predator", par exemple, est capable de prendre des photographies de surveillance, et même de lancer des missiles air-sol AGM-114N "Hellfire" II ou des GBU-12 "Paveway" II dans le cas du MQ-1  et du MQ-9. Les études se poursuivent car ce type d'engin offre de nouvelles perspectives tactiques. 

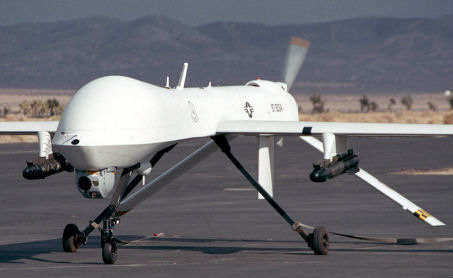
Drone Predator.

Des engins au sol, fixes comme le Samsung SGR-A1, ou télémobiles, servent à la garde de sites sensibles tels que des silos à missile.
Bien que la reconnaissance faciale soit relativement fiable, que les « amis » soient identifiables par une puce, les drones sont généralement téléopérés.

## Aspects légaux
Ces robots posent des problèmes éthiques et légaux. Par exemple, peut-on autoriser un robot à tuer un ennemi quand il en croise un ? Cela a conduit des associations ou des ONG à mener des actions de sensibilisation à ces problèmes pour encadrer l'utilisation de ces robots militaires
Les robots militaires doivent être utilisés dans le respect du droit international et notamment du droit humanitaire. Selon le professeur Michael Schmitt (en), les utilisations actuelles de ces robots en particulier par les États-Unis sont limitées par le droit humanitaire mais ces robots ne sont pas illégaux en tant que tels même à considérer que leur autonomie soit augmentée.
Les auteurs francophones se sont moins penchés sur la question. Selon T. Sadigh, en fonction des cas, ces robots peuvent être illégaux en eux-mêmes et le droit humanitaire limite leur degré d'autonomie.

## Aspects éthiques
En novembre 2014, les organisations Human Rights Watch, International Human Rights Clinic et Nobel Women’s Initiative ont démarré une campagne de sensibilisation sur les risques que font courir ces armes et demandent une « interdiction préventive mondiale » des armes autonomes.

## Exemples

### Précurseurs
Durant la Seconde Guerre mondiale : 
- Goliath, allemand, est une bombe mobile terrestre téléguidée par câble. Ce petit engin chenillé à usage unique pouvait détruire un char ;

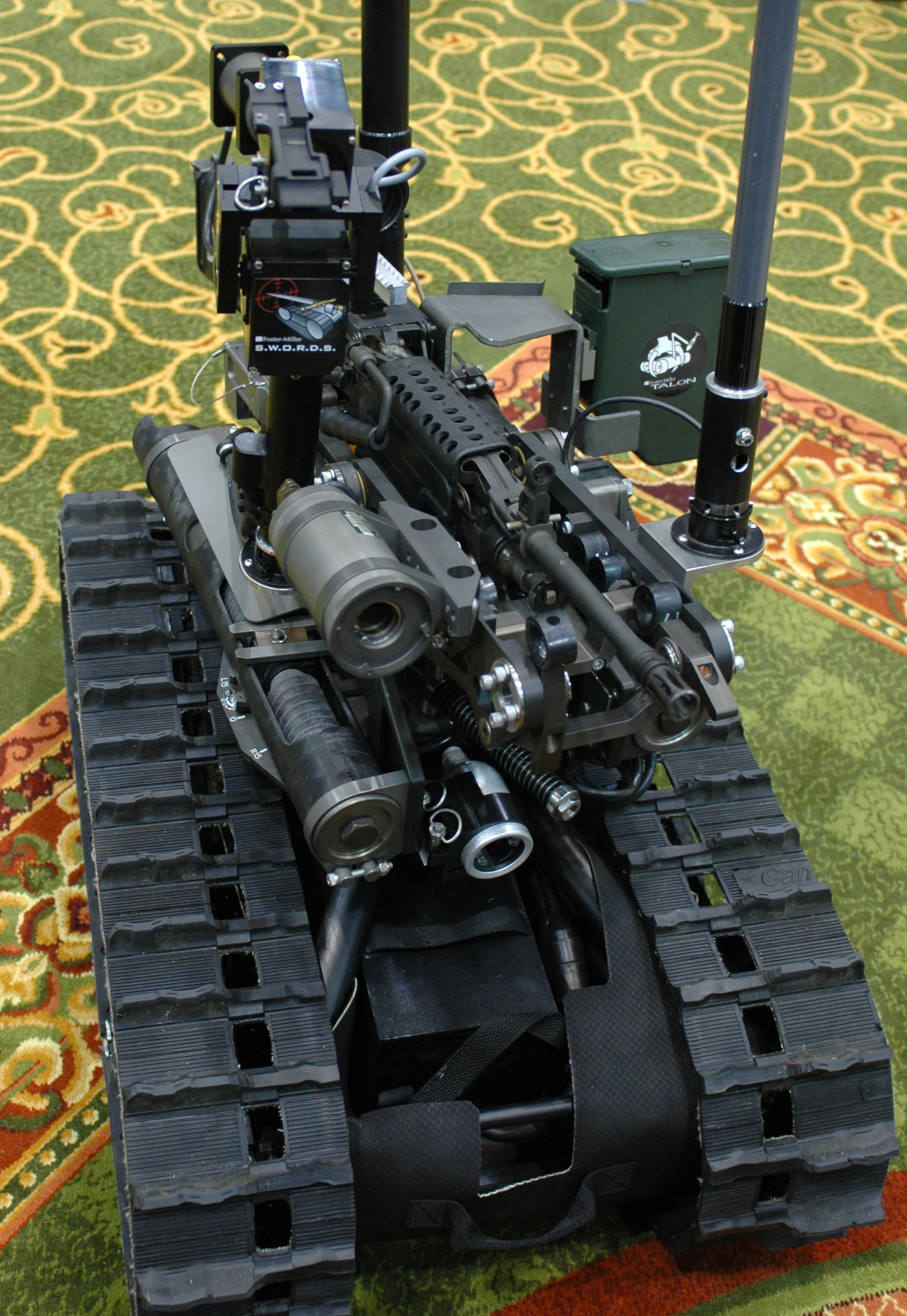
un engin SWORDS

- Teletank, soviétique ;

### Robots en utilisation
- Goalkeeper CIWS
- Guardium
- PackBot
- MARCbot
- MQ-1 Predator (Predator A) et MQ-9 Reaper (Predator B)
- Northrop Grumman RQ-4 « Global Hawk »
- I.A.I « Heron » TP
- TALON / SWORDS
- Samsung SGR-A1
- MarkV-A1

### Projet de robots en production

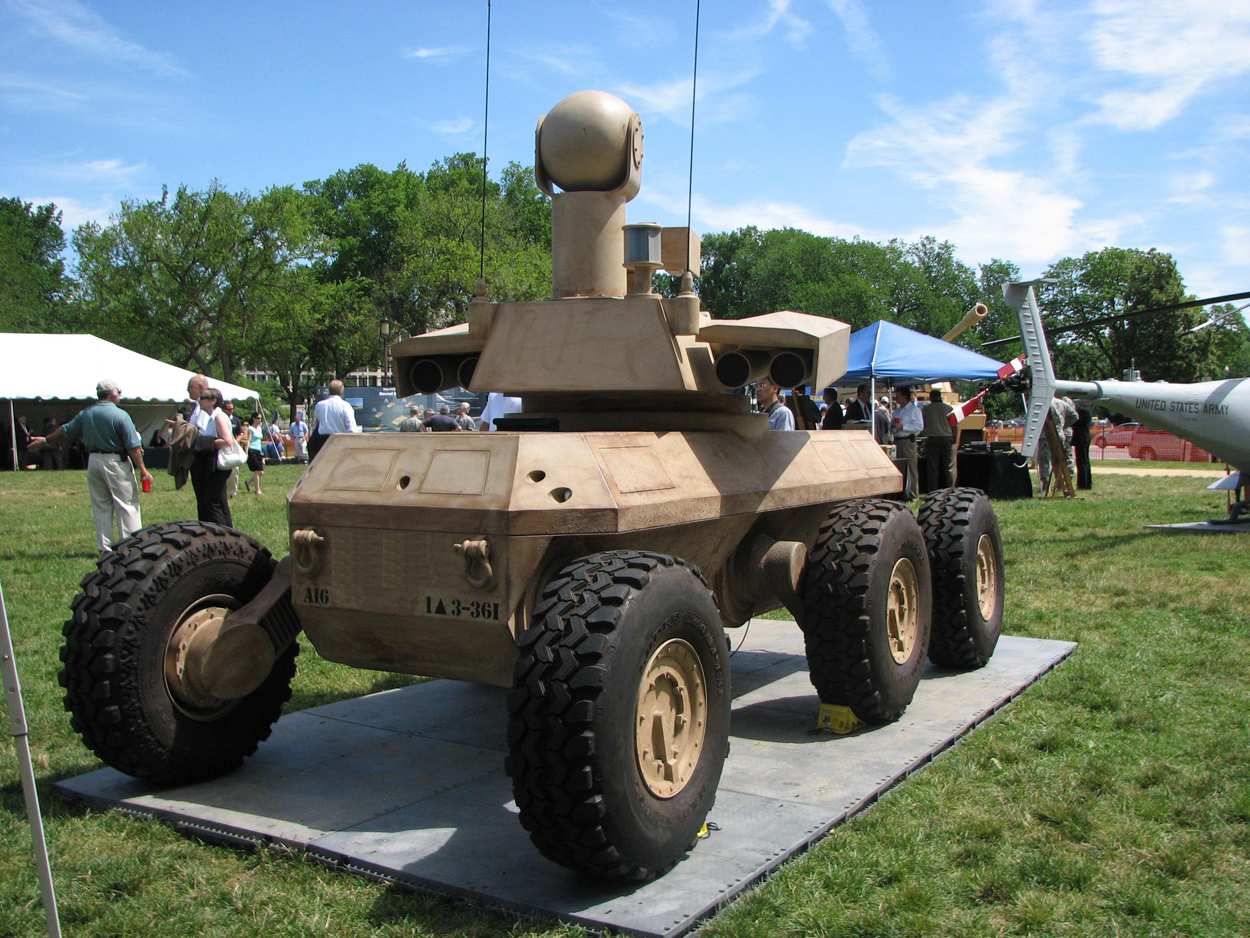
Le Véhicule robotique armé (ARV) à la FCS National Mall Display le 11 juin 2008.

- ARV (en)
- ACER (en)
- ARTS
- BigDog
- Dragon Runner (en)
- MULE (en)
- R-Gator (en)
- Ripsaw MS1
- RAAS
- Small Unmanned Ground Vehicle (SUGV)
- SYRANO